# يو إف سي على فوكس: هندرسون ضد دياز
يو إف سي على فوكس: هندرسون ضد دياز (بالإنجليزية: UFC on Fox: Henderson vs. Diaz)‏ هو حدث لفنون القتال المختلطة نظمته يو إف سي، أُقيم في 8 ديسمبر 2012، على كلايمت بليدج أرينا في سياتل، الولايات المتحدة.